# أحمد الفضلي (إعلامي)
أحمد الفضلي، صحفي ومذيع ومقدم برامج وهو المدير التنفيذي لـ أي تي في (قناة كويتية) «العدالة» سابقاً.

## نبذة شخصية
احدث نقلة نوعية في القناة بعد توليه منصب المدير التنفيذي وأصبحت القناة من ابرز القنوات على الساحة العربية وقد قام بتطوير القناة بعد تبديل الاسم المعلن وتحديث الاستوديوهات وانتاج مجموعة من البرامج المميزة المنوعة منها الرياضية والسياسية والفنية التي اثارت ضجة واسعة على الساحة الاعلامية، حيث بدأ حياته الاعلامية بعد انتقالة من العمل كصحفي  في جريدة الأنباء الكويتية الي شاشات التلفزة، حينها اقترح على الكاتية فجر السعيد في بداية عمل قناة سكوب تقديم برنامج والتي سمحت له بتقديم عدد من البرامج كانت البداية برنامج ديوانية سكوب مع الاعلامية نعيمة الحاي ثم قدم عدد من البرنامج المنوعة ومنها (شات مع النجوم) - (الحياة حلوة) - (انتخابات 2008) - (مع التقدير) وغيرها.

## انتقاله الي قناة العدالة
بعدها انتقل إلى قناة العدالة والتي قدم فيها برنامج اللوبي وهو عبارة عن ديوانية تتم مناقشة المواضيع المطروحة على الساحة الكويتية بكل حرية، وفي نفس الوقت قدم البرنامج السياسي الاسبوعي مع الفضلي والذي كان يستضيف شخصيات سياسية، وفي عام 2015 انتقل إلى العمل في قناة المجلس وقدم برنامج من الآخر.
في 2016 عاد الاعلامي أحمد الفضلي إلى قناة العدالة وكلف بمنصب المدير النتنفيذي.
واحداث نقلة تحسب له حيث قام بتغير الصورة النمطية عن القناة وانتج مجموعة من البرامج منها برنامج ع السيف وبرنامج ذا كويز وبرنامج الديربي وبرنامج اللوبي وبرنامج اللوبي الرياضي واخبار العدالة وغيرها الكثير من البرامج وبث الأعمال الفنية الجديدة التي اثرى بها ساعات البث في القناة بعدما كانت فقيرة من حيث التنوع لكي تناسب جميع فئات المجتمع.

## برنامج اللوبي
يعتبر برنامج اللوبي من ابرز البرامج التي قدمها المذيع احمد الفضلي حيث ان البرنامج يعد أحد ابرز البرامج على الساحة الخليجية لتنوع افكار البرنامج فنجده يواكب الحدث بنسخ محسنة كان اولها تخصيص يومين في الاسبوع لبرنامج اللوبي الرياضي وبعد نجاح الفكرة قام بنقل البرنامج من ديوانية الملا فاصبح اسم البرنامج اللوبي من ديوان الملا وواكب البرنامج بطولة الخليج في الكويت بنسختة اللوبي الخليجي وفي رمضان 2017 تم إنتاج نسخة اللوبي الرمضاني.

## برنامج باختصار
باختصار برنامج حواري سياسي يستضيف من خلاله أعضاء مجلس الامة وناشطيبن سياسيين شخصيات بارزة وهو واحد من أهم البرامج في الكويت قد واكب مجموعة كبيرة من المتغيرات في الساحة السياسية الكويتية ومن ابرز الشخصيات التي ظهرت من خلال البرنامج  النائب د. عبيد الوسمي والنائب السابق صالح الملا والنائب د. حسن جوهر الذي أعلن على الهواء ترشحه إلى انتخابات مجلس الامة.

## برنامج مع الفضلي
برنامج حواري من تقديم الاعلامي احمد الفضلي استضاف فيه مجموعة كبيرة من الشخصيات العامة من وزراء ونواب وناشطين سياسيين وقد تم بث الموسم الأول من البرنامج في عام في عام 2013 وقد تم إنتاج موسم جديد من البرنامج في عام 2020 بعد انتخابات مجلس الأمة 2020 .